# Галицькі перехрестя
«Галицькі перехрестя» — міжнародний фестиваль народної творчості. Проводиться у м. Раві-Руській з метою духовного збагачення громадян міста та його гостей, задоволення їх культурних потреб, збереження фольклорної спадщини і пропаганди народного мистецтва, відродження національних традицій та звичаїв українського народу, їх популяризації та поширення.
У 2010 році в рамках 555-річчя міста Рава-Руська відбувся п'ятий ювілейний міжнародний фестиваль. Участь у ньому взяли колективи з різних областей України та Польщі.

## Історія фестивалю
Засновником та головним організатором фестивалю є Василь Долішний. Ідея проведення фестивалю у Раві-Руській виникла давно, але вперше провести його вдалося у 2003 році. Найкращим, на думку організаторів, було проведення фестивалю під час Зелених Свят протягом двох днів. Вперше проведений фестиваль надихнув організаторів на продовження цього дійства у наступні роки.
У 2006 та 2007 роках «Галицькі перехрестя» не проводилися через відсутність фінансування. Були думки, що фестиваль 2005 року був останнім. Однак у 2008 році вдалося залучити кошти міського та районного бюджетів, а також спонсорів. Проте вже у 2010 фінансування, попри розпорядження Кабінету міністрів, ні з районного, ні з обласного, а також з державного бюджету не надійшло. Єдиною проблемою, яка стоїть на заваді проведення фестивалю у наступні роки є лише відсутність фінансування.

## Колективи та виконавці, які брали участь
- Етнографічний ансамбль «Джерельце» (Моршин)
- Колектив Маленькі бойки (Перегінськ)
- Ансамбль «Вишиванка» (Перегінськ)
- Хор «Поляни» (Черкаси)
- Гурт «Січ» (Золочів)
- Шоу-балет «Фіміам» (Львів)
- «Рапсодія» (Любича-Королівська)
- Етнографічний ансамбль «Древітня» (Люблін)
- «Чарівні струни» (Орлине)
- «Голосисті» (Первомайськ)
- Ольга Ошитко
- Ната́лія-Марі́я Фари́на
- Гурт «Чорномор» (Південне)
- Гурт «Криниця» (Слобожанське)
- Гурт «Пігадь» (Нікольське)
- Козачий хор «Станиця-Луганська»
- Ансамбль народної пісні «Барви» (Охтирка)